# Charles Durning
Charles Edward Durning (Highland Falls, New York, 1923. február 28. – New York, 2012. december 24.) Tony- és Golden Globe-díjas amerikai színész.

## Fiatalkora és családja
Durning 1923. február 28-án született Highland Fallsban, New Yorkban, kilencedik gyerekként a tízből. Három fivére James (Roger) (1915–2000), Clifford (1916–1994), Gerald (1926– ) és húga Frances (1919– ) megélték a felnőttkort, de öt lánytestvére gyerekként életét vesztette skarlátban és himlőben. Édesanyja, Louise (született Leonard; 1894–1982), mosónő volt West Pointban, és édesapja, James Durning (1883–1939), ír bevándorló volt. Édesanyja szintén Írországban született. Durning az Amerikai Drámaművészeti Akadémián tanult, de kirúgták mert úgy vélték Durning nem volt tehetséges.
Durninget katolikusnak nevelték. Túlélője volt az SS-csapatok amerikai hadifoglyok ellen elkövetett mészárlásának a belgiumi Malmedyben. Harcolt a második világháborúban. Carole Doughtyval voltak házasok 1959-től 1972-ig, amíg el nem váltak. 2010-től hivatalosan különélt második feleségétől, Mary Ann (Amelio) Durningtól. Túlélte első házasságából származó három gyerekét.

## Életpálya
Színészi karrierje alatt Durning profi táncos volt, tanított a Fred Astaire Táncstúdióban, New Yorkban.
Durning, akit úgy emlegették, mint a "Karakterszínészek királyát", 1951-ben kezdte pályafutását. Mialatt egy kabaréban volt jegyszedő, megbízták, hogy helyettesítsen egy részeg színészt a színpadon. Később fellépett nagyjából 50 társulattal és játszott különféle off-Broadway darabokban. Felkeltette Joseph Papp figyelmét. 1961-től kezdődően a New York-i Shakespeare Fesztivál 35 szerepében lépett fel. "Ez volt életem legjobb időszaka", nyilatkozta Durning a Pittsburgh's Post Gazzette-nek 2001-ben. "Egyáltalán nem volt pénzem, és ő (Joseph Papp) sem fizetett túl sokat. Előadásonként és színházi próbaként kaptam fizetést. Háromszor játszottunk a Central Parkban nyáron. És évente három-hat darabban játszottál a Lafayette utcán -- új darabok, új írókkal: Sam Shepard, David Mamet, David Rabe, John Ford Noonan, Jason Miller."
Ez idő alatt televízióban és moziban is szünet nélkül szerepelt. Első filmes bemutatkozása 1965-ben volt, a Harvey Middleman, a tűzoltóban szerepelt. 1970-ben feltűnt John Frankenheimer I walk the Line című filmjében Gregory Peck oldalán, két Brian De Palma moziban Hi, Mom! (1970), felkérték Charles Durnham szerepére, Robert De Niro-val és
Sisters (1973). Szintén szerepelt a Dealing: Or the Berkeley-to-Boston Forty-Brick Lost-Bag Blues-ban (1972) Barbara Hershey-vel és John Lithgow-val.
1972-ben George Roy Hill rendezőt lenyűgözte a Tony és Pulitzer díjas That Championship Season-ben nyújtott alakítása, felajánlott egy szerepet Durningnak a The Sting-ben (1973). Abban a filmben, ami Paul Newman és Robert Redford főszereplésével a legjobb képért járó Oscar-díjat kapott, Durning megkülönböztető figyelmet nyert, mint a hajlott hátú rendőr Snyder hadnagy. Durningnek több mint 100 filmes és televíziós szereplése volt. Néhány nevezetesebb filmjei közül: Dog Day Afternoon, The Muppet Movie, True Confessions, Aranyoskám, Lenni vagy nem lenni, A legjobb bordélyház Texasban és az Ó, testvér, merre visz az utad?
Televíziós szerepeiben is ismert volt, mint például "Queen of the Stardust Ballroom", "Captains and the Kings", "Studs Lonigan", "Az ügynök halála", "Evening Shade" és "Szeretünk Raymond". Legutóbbi televíziós szerepei többek közt: Francis Griffin hangja a Family Guy-ban, és Michael Gavin, a nyugdíjas tűzoltó, Denis Leary apjaként az FX televízió "Ments meg"  című sorozatában.

## Díjai
Legjobb férfi mellékszereplő kategóriában kétszer jelölték Oscar-díjra. Tony-díjat kapott Big Daddy szerepéért a Macska a forró bádogtetőn című filmben. Két Drama Desk díjat kapott a "Championship Season"-ben és a "Third"-ben nyújtott alakításáért. A legjobb színészi alakításért járó Golden Globe-díjat kapott egy TV produkció (mini)sorozatban, a Massachusettsi Kennedy-kben alakított mellékszereplőként. Három Golden Globe jelölést valamint kilenc Emmy jelölést kapott.
Elismerései
1999-ben Durning bekerült a Színházi Csarnok Broadwayi Hírességei közé. 2008. január 7-én Életműdíjjal jutalmazták a 44. évi TV-s színészek díjátadó ünnepségén. 2008. július 31-én csillagot kapott Hollywoodban a Hírességek sétányán nem messze egyik bálványától, James Cagney-től

## Halála
2012. december 24-e reggelén halt meg New York-i otthonában New York államban, természetes okok miatt, 89 évesen. 2012. december 27-én a Broadway színházai elsötétítették fényeiket a tiszteletére. Jack Klugmannal azonos napon halt meg.